# Tilapia cabrae
 Tilapia cabrae és una espècie de peix de la família dels cíclids i de l'ordre dels perciformes.

## Morfologia
Els mascles poden assolir els 37 cm de longitud total.

## Distribució geogràfica
Es troba a Àfrica: des del sud del riu Muni fins a la desembocadura del riu Congo i el delta del riu Cuanza (Angola).